# Буриан, Каталин
Каталин Буриан (венг. Burián Katalin; род. 17 января 1995, Будапешт) — венгерская пловчиха. Бронзовый призёр чемпионатов Европы на дистанции 200 метров на спине.

## Карьера
Она начал плавать в 2001 году в возрасте шести лет в сопровождении тренеров Балаша Вирта и Челеша Шандора, с которыми она присоединился к TEP Újpest в 2012 году.
В 2016 году не смогла принять участие в летних Олимпийских играх в Рио-де-Жанейро.
В период между 2014 и 2017 годами на 50 метровой дистанции выиграла 14 медалей национальных чемпионатов по плаванию. На чемпионате мира по водным видам спорта 2015 года в Казани она занял 24-е место на дистанции 200 метров на спине.
На чемпионате Европы по плаванию 2016 года в Лондоне была четвертой на 200 м на спины.
На чемпионате мира 2017 года в Будапеште она заняла 10-е место на дистанции 200 метров на спине. Приняла участие в смешанной эстафете 4×100 метров комбинированное плавание.
В 2017 году в Копенгагене на короткой воде на чемпионате Европы дистанцию 200 метров на спине преодолела пятой.
В августе 2018 года в Глазго она стала бронзовым призёром чемпионата Европы на 200-метровой дистанции на спине с результатом 2:07.43.
В мае 2021 года на чемпионате Европы в Будапеште, Катарина на дистанции 200 метров на спине завоевала бронзовую медаль, проплыв в финальном заплыве за 2:07,87.

## Достижения
- Чемпионат Европы по водным видам спорта:

- Глазго 2018: бронза  200 м спина;
- Будапешт 2021: бронза  200 м спина.